# Donna Ragno (Marvel Comics)
La Donna Ragno (in inglese Spider-Woman) è un personaggio immaginario dei fumetti pubblicato negli Stati Uniti d'America dalla Marvel Comics, alter ego di diversi personaggi: le supereroine Jessica Drew (e la sua omonima versione Ultimate), Julia Carpenter, Mattie Franklin, Gwen Stacy e la supercriminale Charlotte Witter.

## Caratterizzazione dei personaggi
- Jessica Drew, (creato da Archie Goodwin e dal disegnatore Sal Buscema): è nata nelle montagne di Wundagore, da Jonathon e Merriem Drew; Jonathon e il suo socio, il dr. Herbert E. Wyndham, durante un esperimento iniettarono del siero di ragno non testato nella ragazza che, dopo essere stata tenuta in un acceleratore genetico, acquisì superpoteri e divenne la Donna Ragno;
- Julia Carpenter, (creato da Jim Shooter e dal disegnatore Mike Zeck): esordisce nelle Guerre Segrete, dove incontrò gli altri supereroi e supercriminali; decise di unirsi ai supereroi per combattere il Mandarino, il Dottor Destino, la Squadra Distruttrice, Titania; anni dopo cambiò il nome di battaglia in Aracne.
- Mattie Franklin, (creato da Howard A. Mackie e dal disegnatore John Byrne): dopo la morte della madre, Mattie crebbe con il padre; dopo aver ascoltato di nascosto una telefonata tra il padre e Norman Osborn in merito alla "Riunione Cinque", partecipò all'evento al posto del genitore e acquisì i poteri che Osborn voleva per se stesso; poi adottò un costume simile a quello dell'Uomo Ragno e assunse il nome di Donna Ragno;
- Charlotte Witter, (creato da Howard A. Mackie e dal disegnatore John Byrne): è una supercriminale, nipote della sensitiva Madame Web, e una stilista molto stimata, dotata di poteri psichici; venne rapita dal Dottor Octopus per sfruttare tali poteri per i propri fini, iniettandole DNA di ragno e trasformandola in un essere ibrido che si cibava di sangue umano. Inizialmente si ribellò ai piani dello scienziato, ma l'uomo riuscì a piegare la sua volontà con la tortura; attaccò le altre Donne Ragno e ne assorbì i poteri, per poi cercare di uccidere l'Uomo Ragno.

### Altre versioni
- Gwen Stacy: in un mondo alternativo Gwen Stacy non è stata uccisa da Goblin ma è stata morsa dal ragno che nella realtà ufficiale aveva morso Peter Parker; in questa realtà alternativa Peter è morto e lei ha preso il ruolo di supereroe con il nome di Spider-Woman.
- Ultimate Jessica Drew: nell'universo Ultimate Jessica Drew è un clone femmina di Peter Parker creata dal Dottor Octopus.

## Cinema
- La variante alternativa di Gwen Stacy compare come protagonista femminile nella trilogia cinematografica d'animazione Spider-Man - Un nuovo universo (2018), Spider-Man: Across the Spider-Verse (2023) e Spider-Man: Beyond the Spider-Verse (2027), doppiata da Hailee Steinfeld.
- Julia Carpenter e Mattie Franklin compaiono per la prima volta in live-action come alcune delle protagoniste nel quarto film del Sony's Spider-Man Universe Madame Web (2024), interpretate rispettivamente da Sydney Sweeney e Celeste O'Connor.